# Hongkong i olympiska sommarspelen 1952
Hongkong deltog med fyra deltagare vid de olympiska sommarspelen 1952 i Helsingfors. Ingen av landets deltagare erövrade någon medalj.